# Geocrinia laevis
Geocrinia laevis är en groddjursart som först beskrevs av Günther 1864.  Geocrinia laevis ingår i släktet Geocrinia och familjen Myobatrachidae. IUCN kategoriserar arten globalt som livskraftig. Inga underarter finns listade i Catalogue of Life.